# سبوه سیمونیان
سبوه سیمونیان (ارمنی: Սեպուհ Սիմոնեան انگلیسی: Sebu Simonian؛ زادهٔ ۱۹۷۸) خواننده-ترانه‌پرداز، تهیه‌کننده موسیقی، نوازنده کیبورد و خواننده ارمنی‌تبار اهل ایالات متحده آمریکا است.

## زندگی‌نامه
وی در ۱۹۷۸ میلادی در حلب به دنیا آمد .